# Paraeuchaeta rubra
Paraeuchaeta rubra är en kräftdjursart som beskrevs av Brodsky 1950. Paraeuchaeta rubra ingår i släktet Paraeuchaeta och familjen Euchaetidae. Inga underarter finns listade i Catalogue of Life.